# Cloxazolam
Cloxazolamul este un medicament de tip oxazolo-benzodiazepină, fiind utilizat în unele state (Belgia, Portugalia, Brazilia și Japonia) în tratamentul anxietății. Prezintă efecte anxiolitice, sedative și anticonvulsivante.
 Calea de administrare disponibilă este cea orală.
Ca toate benzodiazepinele, cloxazolamul acționează ca modulator alosteric pozitiv al receptorului de tip A pentru acidul gama-aminobutiric (R GABAA), reducând activitatea cerebrală.